# Desa Pangempon (administrativ by i Indonesien, lat -7,10, long 109,91)
Desa Pangempon är en administrativ by i Indonesien.   Den ligger i provinsen Jawa Tengah, i den västra delen av landet, 400 km öster om huvudstaden Jakarta.